# Dicranomyia retrusa
Dicranomyia retrusa är en tvåvingeart som först beskrevs av Alexander 1930.  Dicranomyia retrusa ingår i släktet Dicranomyia och familjen småharkrankar. Inga underarter finns listade i Catalogue of Life.